# Dxun
A Dxun a Csillagok háborúja elképzelt univerzumának egyik holdja.

## Tudnivalók
Dxun az Onderon bolygó négy holdja közül a legközelebbi. Felülete sziklás, köves. Vérszomjas fenevadak otthona; közülük néhány: boma, dxuni felfaló, dxuni fenevad és zakkeg. Ez a hold rendezetlenül kering az anyabolygója körül. Évente egyszer annyira közel kerül az Onderonhoz, hogy a két égitest légköre összeér, emiatt a repülni képes dxuni felfaló és dxuni fenevad képes átrepülni a bolygóra. E veszélyes látogatók miatt az onderoni bennszülöttek démon holdnak nevezték el a Dxunt. 
A mandalori harcosok gyakran eljönnek erre a holdra, a fenevadakon edzeni.

## Történelem
4000 évvel a Galaktikus Polgárháború előtt, miután a gonosz iziz-i Amanoa királynőt legyőzték a jedik, az onderoniak mandalori vasból sírboltot építettek a Dxunon királynőjük és Arca Jedi Mester parancsára Freedon Nadd Sith Lord számára. Exar Kun elbukott jedi felkereste a sírt, ahol Nadd szelleme segített neki felfedezni néhány elrejtett sith tekercset. Később, a Sith Háború után a mandalori harci klánok a Dxunra menekültek, miután sikertelenül próbálták elfoglalni az Onderont. Vezetőjüket megölte két dxuni bestia. Évezredekkel később Darth Bane érkezett a holdra, ahol olyan orbaliszk fertőzést kapott, ami beborította a teste felszínét élő páncéllal.